# Gönnerbach
Der Gönnerbach (auch Gönnabach, Gönnaer Bach oder nur Gönna genannt) ist ein linker Nebenfluss der Saale im Saale-Holzland-Kreis (Thüringen). Sein Einzugsgebiet ist das Gönnatal.

## Verlauf
Das Quellgebiet des Gönnerbaches liegt bei Vierzehnheiligen. Er fließt weiter durch die Orte Krippendorf, Altengönna, Lehesten, Nerkewitz und Neuengönna. Seine Mündung liegt unweit der Gleise in die Saale.

## Herkunft des Namens
Bereits in einer Kaiserurkunde des Jahres 1044 findet ein pago Ginnaha Erwähnung, in welchem sich das Dorf Nerkewitz befunden hat. 1284 diente der rivum, qui Ginna vocatur als Lagebeziehung für den Hainicher Wald. Der Bach- und Landschaftsname bedeutet „gähnende Schlucht“.

## Weiteres
Der Gönnerbach trieb früher zwei Mühlen im Nerkewitzer Grund an. Oberhalb von Nerkewitz wird der Bach zu einem See aufgestaut, dem Nerkewitzer Stausee. Dieser bietet viele Freizeit- und Erholungsmöglichkeiten wie Angeln, Zelten und im Winter Schlittschuhlaufen.